# Joan Cases i Arxer
Joan Casas i Arxer (1839-1923) fou un empresari català, un dels responsables de la construcció del Tren de Sant Feliu de Guíxols a Girona.

## Biografia
El 1860 era l'apoderat de l'empresa Vinyas, Huygen i Cia. Quan el 1866 es va casar amb Antonia Vinyas (neboda del propietari) se li van obrir possibilitats en la direcció de l'empresa, que acabarà per dir-se Juan Casas i Cia.
Va ser Regidor i Alcalde de Sant Feliu de Guíxols (provisional el 1869, de 1874 a 1876 i de 1891 a 1894). Va ser l'impulsor del tren de Sant Feliu de Guíxols a Girona de la qual va ser el seu president des de la seva creació el 1892 fins al 1895.
El 1903 va ser candidat a les eleccions generals per Girona i el 1904 va ser nomenat vicepresident de la Unió Catalanista.